# Costin Nenitzescu

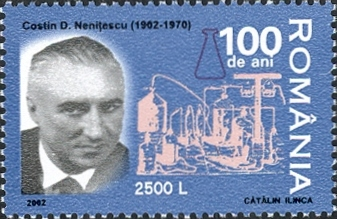
2002 Briefmarke mit dem Bild von Costin D. Nenitzescu

Costin D. Nenitzescu, auch Neniţescu, (* 15. Juli 1902 in Bukarest; † 28. Juli 1970 in Bușteni) war ein rumänischer Chemiker (Organische Chemie).

## Leben und Werk
Nenitzescu studierte ab 1919 Chemie an der ETH Zürich und ab 1921 an der TH München, an der er 1925 promoviert wurde. Danach war er Assistent im Labor für Organische Chemie der Universität Bukarest, an der er 1928 Dozent wurde. 1935 wurde er Professor für Organische Chemie an der TH Bukarest. Er war auch Direktor des Chemischen Instituts der Rumänischen Akademie der Wissenschaften.
Nach ihm ist die Nenitzescu-Indolsynthese (1934) benannt. Er befasste sich mit Synthese und Reaktionen von Cycloalkanen und Cycloalkenen, zum Beispiel des Cyclobutadiens und dessen Metallkomplexe.
Im Jahr 1963 wurde er zum Mitglied der Leopoldina gewählt, 1970 erhielt er die August-Wilhelm-von-Hofmann-Denkmünze. Seit 1964 war er korrespondierendes und seit 1969 auswärtiges Mitglied der Deutschen Akademie der Wissenschaften zu Berlin. 1966 wurde er zum auswärtigen Mitglied der Akademie der Wissenschaften der UdSSR gewählt.
Ein Gymnasiallehrbuch über Chemie von Nenitzescu wurde auch ins Deutsche übersetzt.